# Sérgio Hingst
Sérgio Hingst (Sorocaba, 13 de maio de 1924 – Sorocaba, 7 de novembro de 2004) foi um ator brasileiro de teatro e cinema.
De origem alemã, pertenceu à segunda geração de alunos da Escola de Arte Dramática, Sérgio foi um dos fundadores do Teatro Brasileiro de Comédia.
Com pouco mais de cem participações, é o segundo ator brasileiro a ter mais filmes no currículo, ficando atrás apenas de Wilson Grey (mais de 180). Na década de 1970, participou de vários filmes do gênero pornochanchada.
Asmático, morreu em Sorocaba, no interior de São Paulo, de infarto, em 7 de novembro de 2004, aos 80 anos de idade.

## Prêmios
Associação Paulista de Críticos de Arte
- Vencedor do Troféu APCA de 1978 - melhor ator - Aleluia Gretchen
- Vencedor do Prêmio Governador do Estado de 1973 como melhor ator pelos filmes A Super Fêmea e Maria… Sempre Maria.

## Filmografia

### Cinema
| Ano  | Título                                  | Personagem             | Notas                                       |
| ---- | --------------------------------------- | ---------------------- | ------------------------------------------- |
| 1992 | O Fazedor de Fitas Inacabadas           | O Produtor             | Curta-metragem                              |
| 1985 | Amante Profissional                     | —                      |                                             |
| 1985 | A Menina e o Cavalo                     | Ariscu                 |                                             |
| 1984 | Elite Devassa                           | —                      |                                             |
| 1984 | Promiscuidade, os Pivetes de Kátia      | Sérgio                 |                                             |
| 1984 | A Doutora É Boa Paca                    | —                      |                                             |
| 1983 | Flor do Desejo                          | Fritz                  |                                             |
| 1983 | Sacanagem                               | —                      | Segmento: "Gatas no Cio"                    |
| 1983 | Sexo Animal                             | —                      |                                             |
| 1983 | Onda Nova                               | Presidente do clube    |                                             |
| 1983 | Sadismo - Aberrações Sexuais            | Dr. Gerson             |                                             |
| 1983 | O Vale dos Amantes                      | Gomes                  |                                             |
| 1983 | A Freira e a Tortura                    | Carcereiro             |                                             |
| 1983 | Curras Alucinantes                      | Rômulo                 |                                             |
| 1982 | Vadias pelo Prazer                      | Alfredo                |                                             |
| 1982 | As Vigaristas do Sexo                   | Romano                 |                                             |
| 1982 | Deu Veado na Cabeça                     | Fritz                  |                                             |
| 1982 | Curral de Mulheres                      | Edgar                  |                                             |
| 1982 | Procuro uma Cama                        | —                      |                                             |
| 1982 | A Fábrica das Camisinhas                | —                      |                                             |
| 1982 | As Safadas                              | Dr. Camargo            | Segmento: "Belinha, a virgem"               |
| 1982 | Perdida em Sodoma                       | Machado                |                                             |
| 1981 | Devassidão, Orgia e Sexo                | —                      |                                             |
| 1981 | Cassino das Bacanais                    | Barone                 |                                             |
| 1981 | As Meninas de Madame Laura              | Ramos                  |                                             |
| 1981 | A Noite das Depravadas                  | Dono da padaria        |                                             |
| 1981 | Prazeres Permitidos                     | Dr. Augusto            |                                             |
| 1980 | Ariella                                 | Rodrigo, o pai         |                                             |
| 1980 | Noite de Orgia                          | —                      |                                             |
| 1980 | A Virgem e o Bem-Dotado                 | —                      |                                             |
| 1980 | A Filha de Emmanuelle                   | —                      |                                             |
| 1980 | Orgia das Taras                         | Prefeito               |                                             |
| 1980 | Colegiais e Lições de Sexo              | Diretor da escola      |                                             |
| 1979 | Os Trombadinhas                         | Manteiga               |                                             |
| 1979 | O Caçador de Esmeraldas                 | Figueira               |                                             |
| 1979 | Alucinada pelo Desejo                   | Executivo              | Também diretor                              |
| 1979 | Histórias que Nossas Babás Não Contavam | Ministro               |                                             |
| 1978 | Ninfas Diabólicas                       | Rodrigo                |                                             |
| 1978 | Doramundo                               | Amâncio                |                                             |
| 1978 | Fugitivas Insaciáveis                   | Chang                  |                                             |
| 1978 | A Santa Donzela                         | Augusto                |                                             |
| 1978 | Os Galhos do Casamento                  | Marcílio               |                                             |
| 1978 | Noite em Chamas                         | Augusto                |                                             |
| 1977 | A Praia do Pecado                       | Manoel                 |                                             |
| 1977 | Internato de Meninas Virgens            | Capataz                |                                             |
| 1977 | Snuff, Vítimas do Prazer                | Advogado               |                                             |
| 1977 | Nem as Enfermeiras Escapam              | Dr. Marhasag           |                                             |
| 1977 | Escola Penal de Meninas Violentadas     | Promotor Público       |                                             |
| 1976 | À Flor da Pele                          | Prado                  |                                             |
| 1976 | O Mulherengo                            | Tio de Julieta         |                                             |
| 1976 | Aleluia Gretchen                        | Herr Kranz             |                                             |
| 1976 | Incesto                                 | —                      |                                             |
| 1976 | A Noite das Fêmeas                      | Autor teatral          |                                             |
| 1976 | As Meninas Querem… os Coroas Podem      | —                      |                                             |
| 1976 | O Ibraim do Subúrbio                    | Professor              | Segmento: "Roy, o gargalhador profissional" |
| 1976 | Ninguém Segura Essas Mulheres           | —                      | Segmento: "O Furo"                          |
| 1975 | Lilian M: Relatório Confidencial        | Gonçalves              |                                             |
| 1975 | Eu Dou o que Ela Gosta                  | Viriato}               |                                             |
| 1975 | Lucíola, o Anjo Pecador                 | Couto                  |                                             |
| 1975 | O Desejo                                | Médium, o homem        |                                             |
| 1975 | Núpcias Vermelhas                       | Dr. Afonso             |                                             |
| 1975 | A Casa das Tentações                    | —                      |                                             |
| 1975 | O Dia em que o Santo Pecou              | Juiz                   |                                             |
| 1974 | As Cangaceiras Eróticas                 | Delegado               |                                             |
| 1974 | Ainda Agarro Esta Vizinha…              | Bob Simão              |                                             |
| 1974 | O Clube das Infiéis                     | Padrinho               |                                             |
| 1974 | Uma Tarde Outra Tarde                   | Artur                  |                                             |
| 1974 | Trote de Sádicos                        | Pai de Patrícia        |                                             |
| 1974 | Mestiça, a Escrava Indomável            | Augusto                |                                             |
| 1973 | A Super Fêmea                           | A.B.C.D.               |                                             |
| 1973 | Maria… Sempre Maria                     | Ele                    |                                             |
| 1972 | Independência ou Morte                  | Padre Januário Barbosa |                                             |
| 1972 | Sinal Vermelho - As Fêmeas              | Reynaldo Souza de Sá   |                                             |
| 1971 | Um Pistoleiro Chamado Caviuna           | Diretor do presídio    |                                             |
| 1971 | Uma Verdadeira História de Amor         | Dr. Renato             |                                             |
| 1971 | Um Anjo Mau                             | Fazendeiro             |                                             |
| 1971 | Fora das Grades                         | Profeta                |                                             |
| 1970 | O Profeta da Fome                       | Dom José               |                                             |
| 1970 | OSS 117 prend des vacances              | Santovski              |                                             |
| 1970 | O Palácio dos Anjos                     | Sr. Strauss            |                                             |
| 1970 | Cleo e Daniel                           | Homem na multidão      | Não creditado                               |
| 1970 | O Ritual dos Sádicos                    | —                      |                                             |
| 1970 | A Arte de Amar Bem                      | Banqueiro              | Segmento: "A Honestidade de Mentir"         |
| 1970 | O Pornógrafo                            | Chefe                  |                                             |
| 1970 | As Gatinhas                             | Alexandre              |                                             |
| 1969 | Adultério à Brasileira                  | —                      | Segmento: "O Telhado"                       |
| 1969 | Quelé do Pajeú                          | Padre                  |                                             |
| 1969 | O Cangaceiro sem Deus                   | Guia Pedro Bala        |                                             |
| 1969 | O Cangaceiro Sanguinário                | Coronel Soares         |                                             |
| 1968 | O Bandido da Luz Vermelha               | Homem rico             |                                             |
| 1968 | Vidas Estranhas                         | Figueiredo             |                                             |
| 1968 | O Matador                               | Coronel Afonso         |                                             |
| 1968 | O Quarto                                | Martinho               |                                             |
| 1967 | O Caso dos Irmãos Naves                 | Juiz                   |                                             |
| 1966 | As Cariocas                             | —                      |                                             |
| 1966 | O Corpo Ardente                         | Rancheiro              |                                             |
| 1965 | Luta nos Pampas                         | —                      |                                             |
| 1965 | O Mistério do Taurus                    | Diógenes               |                                             |
| 1965 | São Paulo, Sociedade Anônima            | —                      |                                             |
| 1964 | Imitando o Sol                          | Inspetor               |                                             |
| 1964 | Der Satan mit den roten Haaren          | —                      |                                             |
| 1962 | O Vigilante Rodoviário                  | —                      |                                             |
| 1960 | Na Garganta do Diabo                    | Juan                   |                                             |
| 1958 | Ravina                                  | Daniel                 |                                             |
| 1958 | Estranho Encontro                       | Rui                    |                                             |
| 1956 | Sob o Céu da Bahia                      | Ramiro                 |                                             |
| 1954 | Floradas na Serra                       | —                      | Assistente de direção                       |
| 1953 | Luz Apagada                             | Tenente                |                                             |
| 1952 | Nadando em Dinheiro                     | —                      | Assistente de direção e Figurante           |
| 1952 | Tico-Tico no Fubá                       | —                      | Não creditado; Figurante                    |
| 1951 | Ângela                                  | —                      | Figurante                                   |

### Televisão
| Ano       | Título             | Personagem         | Notas |
| --------- | ------------------ | ------------------ | ----- |
| 1956      | Grande Teatro Tupi | Vários personagens |       |
| 1954-1955 | Capitão 7          | Cientista          | [ 6 ] |